# 큰각시취
큰각시취(Saussurea japonica)는 국화과의 여러해살이풀이다. 가시분취, 좀솜나물, 풍모국이라 부르기도 한다.

## 분포
한국의 섬 지방을 제외한 전국 산지에 자라는 풀로 경기도 광릉, 강원도의 깊은 산지, 함경남동 함종, 백두산 등 낮은 지대 초원지에서부터 해발 1,500m 내외의 고원지대에까지 널리 분포한다.

## 생태
높이 60-150cm 정도 자라는데 능선이 있으며 털도 나 있다. 뿌리에서 나는 잎은 꽃이 필 때까지 남아 있다. 잎자루는 길고 잎은 긴 타원형으로 양끝이 좁으며 길이는 20-35cm 정도 되는데 깃털 모양으로 갈라진다. 줄기에서 나는 잎은 조금 작으며 미세한 거치가 있다. 8-9월에 꽃이 피는데 꽃은 자주색이다. 두화는 상방상으로 많이 달린다. 총포는 길이가 0.8-1.2cm, 너비는 0.5-0.8cm 내외로서 거미줄 같은 섬유질의 털이 있다. 꽃부리는 자주빛이 돌며 길이는 1-1.4cm 정도 된다. 10월에 수과가 여무는데 수과는 끝이 편평하며 밑부분은 좁고 사각을 이룬다. 털은 없다.

## 용도
어린순과 부드러운 잎은 나물로 먹으며 정원이나 화단에 관상초로 심기도 한다. 민간에서는 꽃을 토혈, 지혈, 조경, 기관지염, 간염, 진해, 황달, 고혈압, 안염 등에 다른 약재와 같이 처방하여 약으로 쓴다.